# Acacia angustisiliqua
Acacia angustisiliqua é uma espécie de leguminosa do gênero Acacia, pertencente à família Fabaceae.